# Rapastinel
Rapastinel (DCI) (antiguo nombre de código de desarrollo GLYX-13) es un nuevo antidepresivo que estaba siendo desarrollado por Allergan (anteriormente Naurex) como terapia complementaria para el tratamiento de la depresión resistente al tratamiento. Se trata de un tetrapéptido amidado, activo a nivel central y administrado por vía intravenosa (no activo a nivel oral), que actúa como modulador novedoso y selectivo del receptor NMDA. El fármaco es un antidepresivo de acción rápida y duradera, así como un potente potenciador cognitivo en virtud de su capacidad para mejorar la transducción de señales y la plasticidad sináptica mediada por el receptor NMDA.
El 3 de marzo de 2014, la FDA estadounidense concedió la designación de vía rápida al desarrollo de rapastinel como terapia complementaria en el trastorno depresivo mayor resistente al tratamiento. En 2015, el fármaco había completado la fase II de desarrollo clínico para esta indicación y había logrado una prueba de concepto como antidepresivo de acción rápida al demostrar una reducción de los síntomas depresivos en los días 1 a 7, según la evaluación de la HAM-D, sin provocar efectos psicotomiméticos u otros efectos secundarios significativos. El 29 de enero de 2016, Allergan (que adquirió Naurex en julio de 2015) anunció que rapastinel había recibido la designación de Terapia Innovadora de la FDA estadounidense para el tratamiento complementario del trastorno depresivo mayor.

El 6 de marzo de 2019, Allergan anunció que rapastinel fue igual que el placebo,  durante los ensayos de fase III.
Rapastinel fue inventado originalmente por Joseph Moskal, cofundador de Naurex, mediante la modificación estructural del B6B21, un anticuerpo monoclonal que se une y modula de forma similar el receptor NMDA. Rapastinel se une a un dominio nuevo y único en el complejo del receptor NMDA que es distinto del sitio de unión del coagonista glicina. Rapastinel presenta una respuesta a la dosis bifásica in vitro. A concentraciones terapéuticamente relevantes, rapastinel aumenta la actividad del receptor NMDA mediada por el glutamato, independientemente del coagonismo de la glicina, y aumenta la magnitud de la plasticidad sináptica mediada por el NMDAR en las sinapsis excitatorias de la CPM. La modulación positiva de los receptores NMDA por parte de rapastinel produce efectos antidepresivos convergentes con el antagonista de los receptores NMDA, la ketamina; sin embargo, rapastinel no tiene efectos secundarios similares a los de la ketamina, como el deterioro cognitivo y los síntomas psicotomiméticos.
Además de sus efectos antidepresivos rápidos y sostenidos, se ha demostrado que el rapastinel mejora la memoria y el aprendizaje tanto en modelos de ratas adultas jóvenes como en modelos de ratas envejecidas con problemas de aprendizaje. Se ha demostrado que aumenta la potenciación a largo plazo del colateral Schaffer-CA1 in vitro. Junto con una tarea de aprendizaje, el rapastinel también ha demostrado elevar la expresión genética del NR1 del hipocampo, una subunidad del receptor NMDA, en ratas de tres meses. También se han demostrado efectos neuroprotectores en jerbos de Mongolia al retrasar la muerte de las neuronas piramidales de CA1, CA3 y del giro dentado en condiciones de privación de glucosa y oxígeno.
El 6 de marzo de 2019, Allergan anunció que rapastinel no se diferenció del placebo durante los ensayos de fase III.
Los primeros estudios clínicos con éxito de rapastinel en la depresión impulsaron el desarrollo de compuestos de nueva generación con mecanismos de acción similares, incluyendo apimostinel (GATE-202, NRX-1074), un análogo de segunda generación con potencia mejorada, y zelquistinel (GATE-251, AGN-241751), una pequeña molécula de tercera generación con potencia mejorada y alta biodisponibilidad oral.